# Cepstrum
El cepstrum (pronunciado /ˈkɛpstrəm/) de una señal es el resultado de calcular la transformada de Fourier inversa del espectro de la señal estudiada en escala logarítmica (dB). El cepstrum es complejo y, por tanto, tiene su parte real y su parte imaginaria.
La palabra cepstrum es un anagrama de la palabra Spectrum.  Invierte el orden de las primeras cuatro letras, reforzando la idea de inversa del spectrum.
Se puede definir de las siguientes maneras:
- Verbalmente: el cepstrum de una señal es la transformada de Fourier del logaritmo (con fase instantánea o no envolvente) del espectro de la señal estudiada. A veces es llamado el espectro del espectro.
- Algorítmicamente: Señal → FT → Valor absoluto() → log → Ajuste de la fase instantánea → FT → Cepstrum

La parte real del cepstrum utiliza la función logarítmica definida por valores reales, mientras que su parte compleja utiliza la función logarítmica compleja definida para valores complejos.
La parte compleja del cepstrum contiene la información sobre la magnitud y fase inicial del espectro, permitiendo la reconstrucción de una señal; su parte real utiliza solamente las magnitudes del espectro.
En cierta bibliografía se indica que el proceso para calcular el cepstrum es: FT → log → IFT, es decir, primero calcular la transformada de Fourier, luego obtener el logaritmo del resultado y finalmente calcular la transformada de Fourier inversa. De esta forma el cepstrum sería la transformada inversa de Fourier del logaritmo del espectro. Esta no es la definición que se hizo originariamente, pero en la actualidad es ampliamente utilizada. Nótese que el teorema de la transformada inversa de Fourier relaciona, inherentemente, los dos procesos.
Existen muchas formas para calcular el cepstrum. Algunas de ellas necesitan usar un algoritmo de fase envolvente y otras no.
Las operaciones basadas en el domino cesptral suelen estar englobadas bajo nombres de análisis de frecuencia o de "análisis cepstral".

## Aplicaciones
El cepstrum puede ser visto como una información del ritmo de cambio de las diferentes bandas de un espectro. Fue originalmente desarrollado para caracterizar los ecos de las ondas tectónicas, que provenían de terremotos y explosiones. También se utilizaba para analizar las señales captadas por un radar.
El cepstrum es una representación usada en procesamiento de señales homomórficas, para convertir señales combinadas con la convolución en sumas de su espectro, para la separabilidad lineal. El espectro de potencia ( {\displaystyle \left|{\mathcal {F}}^{-1}\left\{{\mbox{log}}(\left|{\mathcal {F}}\left\{f(t)\right\}\right|^{2})\right\}\right|^{2}}) es usado como un vector de características para representar la voz humana y las señales de música. Para este tipo de aplicaciones el Cepstrum es transformado usando la escala melódica. El resultado de dicha transformación es el Cepstrum melódico de frecuencia (mel-frequency cepstrum coefficient) . Los MFCC son usados en identificación de voz, detección de tono, etc.

## Conceptos cepstrales
La variable independiente de un gráfico de cepstrum se llama "quefrency". La quefrency es una medida del tiempo, pero no en el sentido del dominio temporal. Por ejemplo, si la velocidad de muestreo de una señal de audio es de 44.100 Hz y hay un gran pico en el cepstrum en la "quefrency" de 100 muestras, este pico indica la presencia de un pitch (frecuencia fundamental percibida) a 44100 / 100 = 441 Hz. Este pico que aparece en el cepstrum indica entonces el período en el que están los armónicos del espectro. Nótese que una sola onda sinusoidal no se debería usar como test para el cepstrum ya que esta no contiene armónicos. En su lugar, debería usar una señal de test que sí contenga armónicos, como la suma de dos senos en la cual el segundo tenga una frecuencia múltiplo de la primera (armónico).
- Datos: Q1054571